# Maezaei

Patrie des Maezaeis (sous Catari, étiquette jaune)

Le Maezaei ou Maizaioi ou Mazaioi, en Bosnien Mezeji (Μαζαῖοι) est un groupe ethnique Illyriens, installés au nord-ouest de la Bosnie.

## Description
Autochtones, les Maezaei habitaient dans l'intérieur de la Bosnie-Herzégovine actuelle, principalement près de la rivière Sana, vers le cours moyen de la Vrbas et autour de la Vrbanja et de l' Ugar.